# Moymoy Palaboy
Moymoy Palaboyは、フィリピン人のデュオである。滑稽な口パク動画をYouTubeに投稿することで知られている。 このデュオはMacasero兄弟で、兄James Ronald（ハンドルネーム：Moymoy、1983年7月17日パサイ生まれ）と弟Rodfil（ハンドルネーム：Roadfill、1985年8月28日パサイ市生まれ）で構成されている。 GMAネットワークの契約アーティストである。

## 略歴
JamesとRodfilが動画の投稿を始める前、母親のNenita Obesoは乳がんを患っていた。彼女は2006年になくなり、その後はおばのBenny Obeso（甥であるJamesとRodfilには親しみを込めて"Mama Auntie"と呼ばれていた）に引き取られた。
彼らは小学校から高校まで、パサイ市にある同じ公立学校に通っていた。その後、2人は同じ同じPolytechnic University of the Philippinesに入学した。Jamesは放送分野を専攻していたが、継母を助けるため退学して就職した。弟のRodfilはビジネスマネージメントの課程を修了し、フィリピンの長距離電話会社（PLDT）の社内販売代理店として働いていた。Rodfilはカラオケで歌うことと、コンピュータゲームや電子ガジェットで遊ぶことが大変好きである。
James RonaldはStar In A Millionのオーディションを受けたが、落選した。また、弟のRoadfillと一緒にテレビに出演するまでは、Pasionistaという名のバンドで演奏していた。

## 活動
2007年にYouTubeへの口パク動画の投稿を開始した。2008年にはYouTubeチャンネルと動画は500万ヒットしており、チャンネル登録者は世界中で42万人以上となった。多くのメキシコ人、 アメリカ人 、 フィリピン人が彼らの動画にポジティブなコメントを送った。 彼らの動画の多くは彼らの家で撮影されており、背景におば"Mama Auntie"が写り込んでいる。がたの動画で撮影された家などを背景に、おばちゃん ママ婆 のものが表示されます。 彼らは動画の撮影に携帯やノートパソコンのカメラを使用しており、おばの他に彼らの友人や著名人も動画中にいることがある。 彼らのYouTubeの動画の中で最も人気なものにBackstreet BoysのEverybody（Backstreet's Back）、Spice GirlsのWannabe、ThalíaのMariMarがある。
彼らの最初のテレビ出演は、GMAネットワークに2008年6月27日に放送された"Bubble Gang"である。 この他には、MTVのCampus Crashersがある。 テレビ取材では、彼らの声はマイクを通して変調がかけられたり他の声するなどして隠したため、実際の声は謎に包まれた。
人気が高まったため、現在はGMA Artist Centerの契約アーティストとなっており、最近ではSOP Rulesにレギュラーとして出演している。 また、彼らは自身の第1作目の曲としてKapit (Dayoのサウンドトラック）を実際の歌声で収録した。 2009年3月には、自身のデビューアルバム"Uploaded"がSony BMGよりリリースされ、初のシングルはLumayo Ka man sa Laklakであり、この曲の歌詞はTeethの曲"Laklak"の歌詞のパロディーであった。
彼らが実際の声を初めて公開したのは、2009年3月20日に放送されたBubble GangのIyoTubeを見ている部分で取り上げられた"Mokmok Palabok"という声マネ芸人のエピソードだった。これは彼らのテレビ出演における芸能生活の中で記録的なことだった。 
2009年3月26日、YouTubeは彼らの動画に使用されている楽曲が著作権侵害に当たるとして、彼らのアカウント'moymoypalaboy"を、停止した。このとき、別のアカウント"moymoypalaboyteam"が作成された。結局、停止されたアカウントは翌月8日に再開された。
2010年9月、コカ-コーラのCM"Coca Cola Brrrr"に出演した。
2015年、RodfilはAXNの"Asia's Got Talent"の1期目のオーディションを、Felicitas Garcia ("Lola Biritera"としても知られている)とともに受けた。 Felicitasはパシッグの野菜農家で、2013年からRodfilとYouTubeの動画でコラボレーションしており、オーディションの前歴があった。この2人はボニータイラーの "Total Eclipse of the Heart"を披露し、審査員から"yes"の票を4票獲得し、大会の次のステージに進んだ。

## 映像作品

### テレビ
- Bubble Gang
- SOP Rules
- Maynila (themselves)
- MTV: Campus Crashers
- All My Life (Toto and Caloy)
- Magpakailanman
- Party Pilipinas
- Diva (themselves)
- Spooky Nights Presents: The Ringtone (2011)(2 clowns) (GMA Network)
- Manny Many Prizes (hosts)
- IBILIB: Wonders of Horus (2012)(co-hosts)
- Sunday All Stars（ゲスト出演)
- Sabado Badoo
- Wagas
- Ismol Family
- Sunday PinaSAYA!（ゲスト出演)
- Vampire Ang Daddy Ko
- Hay Bahay
- Dear Uge
- Conan My Beautician

### 映画
- Dayo: Sa Mundo ng Elementalia (2008)(Tiyanaks、特殊音声)
- 'Father Jejemon (2010)
- Udin Cari Alamat Palsu (2012)
- Boy Pick-Up: The Movie（2012）

## ディスコグラフィー
- Dayo: Sa Mundo ng Elementalia soundtrack (2008)
  - Kapit
- Moymoy Palaboy: Uploaded (2009 ソニーミュージック)

## 受賞
| 年     | 賞与体                                | カテゴリ                    | 作   | 結果 |
| ------ | ------------------------------------- | --------------------------- | ---- | ---- |
| 2009年 | GMMSF Box-Office Entertainment Awards | Most Popular Novelty Singer | 受賞 |      |

## 参照
- List of YouTube celebrities